# Borivoje Mirković
Borivoje Mirković (en serbe cyrillique Боривоје Мирковић), né à Valjevo (royaume de Serbie) le 23 septembre 1884 et mort à Londres (Royaume-Uni) le 21 août 1969, était un militaire serbe. Il fut général dans l'armée de l'air du royaume de Yougoslavie.

## Biographie
Borivoje Mirković est né en 1884 à Valjevo de Jovan et Smiljana Mirković. Il intègre l'armée serbe en 1907. Il se marie en 1930. Son épouse, Mira, meurt en 1937.
Le 27 mars 1941, avec l’appui de la Grande-Bretagne, le général Dušan Simović fomenta un coup d'État, qui força le prince Paul, régent du royaume de Yougoslavie, à quitter le pouvoir et qui installa sur le trône le roi Pierre II avant sa majorité. Dirigée par Simović, l'opération fut organisée et réalisée par Borivoje Mirković,. Les motivations de Mirković était sans doute nationalistes ; car, le 25 mars 1941, sous la pression d’Hitler, le président du Conseil Dragiša Cvetković et son ministre des Affaires étrangères venaient de signer à Vienne l’adhésion de la Yougoslavie au Pacte tripartite, rangeant ainsi le pays au côté des puissances de l’Axe. Mais pour Mirković qui avait une photographie dédicacée de Hermann Göring sur son bureau, il s'agissait surtout de s'opposer à l'accord ("Sporazum") passé entre Cvetković et le chef politique croate Vladko Maček ; cet accord Cvetković-Maček, signé le 26 août 1939, avait prévu la création d'une Croatie autonome au sein de la Yougoslavie.